# Vepris eugeniifolia
Vepris eugeniifolia là một loài thực vật có hoa trong họ Cửu lý hương. Loài này được (Engl.) I. Verd. miêu tả khoa học đầu tiên năm 1926.